# راننده سفیر
راننده سفیر فیلمی به کارگردانی حبیب‌الله بهمنی، شفیع آقامحمدیان و نویسندگی شفیع آقامحمدیان، حبیب‌الله بهمنی ساختهٔ سال ۱۳۷۲ است.

## بازیگران
- داوود شیخ
- سید ناصر امامی
- سیدعلی حسینی
- بیتا فرنگی
- محمدباقر سیدی
- فرشته صبوری
- محمد بلوچی
- حمید جدیدی
- محمدتقی کاسه‌ساز
- فرامرز فراهانی
- سوسن عظیمی
- فاطمه تاجیک
- مسعود صمدی
- محمود رضایی
- سیدحمید طباطبایی
- سیدحسین حسینی
- مهدی عظیمی
- محمدرضا بذرافشان